# Corigliano-Rossano
Corigliano-Rossano es una comuna italiana de la provincia de Cosenza, región de Calabria.
El actual municipio fue fundado el 31 de marzo de 2018 mediante la fusión de las hasta entonces comunas separadas de Corigliano Calabro y Rossano.
En 2021, el municipio tenía una población de 74. 765 habitantes.